# Садовая (Винницкая область)
Садовая (укр. Садова) — село на Украине, находится в Могилёв-Подольском районе Винницкой области.
Население по переписи 2001 года составляет 354 человека. Почтовый индекс — 24042. Телефонный код — 4337.
Занимает площадь 1,53 км².

## Религия
В селе действует Иоанно-Богословский храм Могилёв-Подольского благочиния Могилёв-Подольской епархии Украинской православной церкви.

## Адрес местного совета
24027, Винницкая область, Могилёв-Подольский р-н, с. Конева, ул. Ленина, 48